# ويليام ليفينغستون
ويليام ليفينغستون (بالإنجليزية: William Livingston)‏ هو محامي وسياسي أمريكي، ولد في 30 نوفمبر 1723 في ألباني في الولايات المتحدة، وتوفي في 25 يوليو 1790 في إليزابيث في الولايات المتحدة. نشط حزبياً في الحزب الفيدرالي الأمريكي. وقد انتخب حاكم نيو جيرسي ‏ (31 أغسطس 1776 – 25 يوليو 1790).

## وصلات خارجية
- ويليام ليفينغستون على موقع الموسوعة البريطانية (الإنجليزية)